# Dehenna Davison
Dehenna Sheridan Davison, född 27 juli 1993 i Sheffield, är en brittisk politiker (Konservativa partiet). Hon var parlamentsledamot för valkretsen Bishop Auckland 2019–2024. Valkretsen hade inte tidigare representerats av en konservativ parlamentsledamot och Labour hade hållit mandatet kontinuerligt sedan 1935. Davison besegrade sittande parlamentsledamoten Helen Goodman i parlamentsvalet 2019. Hon ställde inte upp för omval 2024.